# Muzeum Palindromów

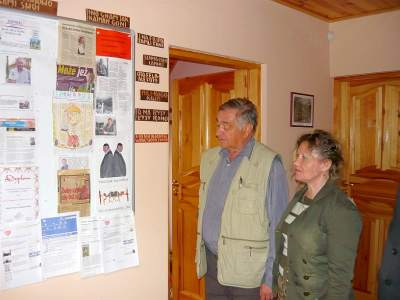
Tadeusz Morawski i Janina Wielogurska w Muzeum Palindromów

Muzeum Palindromów – prywatne, niekomercyjne muzeum w miejscowości Nowa Wieś (gmina Serock), założone w roku 2007 i prowadzone przez Tadeusza Morawskiego.
Kolekcja obejmuje komplet książek z polskimi palindromami: poetów Juliana Tuwima i Stanisława Barańczaka, hobbystów Edmunda Johna i Józefa Godzica, szaradzistów Barbary Sudoł, autora „Encyklopedii rozrywek umysłowych” Krzysztofa Oleszczyka oraz kilkanaście książek Tadeusza Morawskiego (m.in. napisana przez niego historia polskich palindromów pt. Kobyła ma mały bok). Znajdują się tam także artykuły prasowe, recenzje, obrazy, grafiki, fotografie i inne eksponaty związane z palindromami oraz ich twórcami.